# Инто Конрад Инха
Инто Конрад Инха (фин. Into Konrad Inha, при рождении Конрад Инто Нюстрём фин. Konrad Into Nyström; 12 ноября 1865, Виррат, Великое княжество Финляндское — 3 апреля 1930, Хельсинки, Финляндия) — финский фотограф, писатель, переводчик и журналист.
Инха считается одним из лучших фотографов Финляндии. Иногда его даже называют «национальный фотограф» Финляндии. Особую известность получили его работы, запечатлевшие народные традиции и обычаи финнов, пейзажи страны. Наряду с фотографиями старины большую известность получили его работы, отражающие новые веяния начала двадцатого века.
Похоронен на кладбище Хиетаниеми в Хельсинки.

## Фотонаследие
Наследие Инто Конрада Инха составляет сотни негативов фотографий конца XIX — начала XX века.

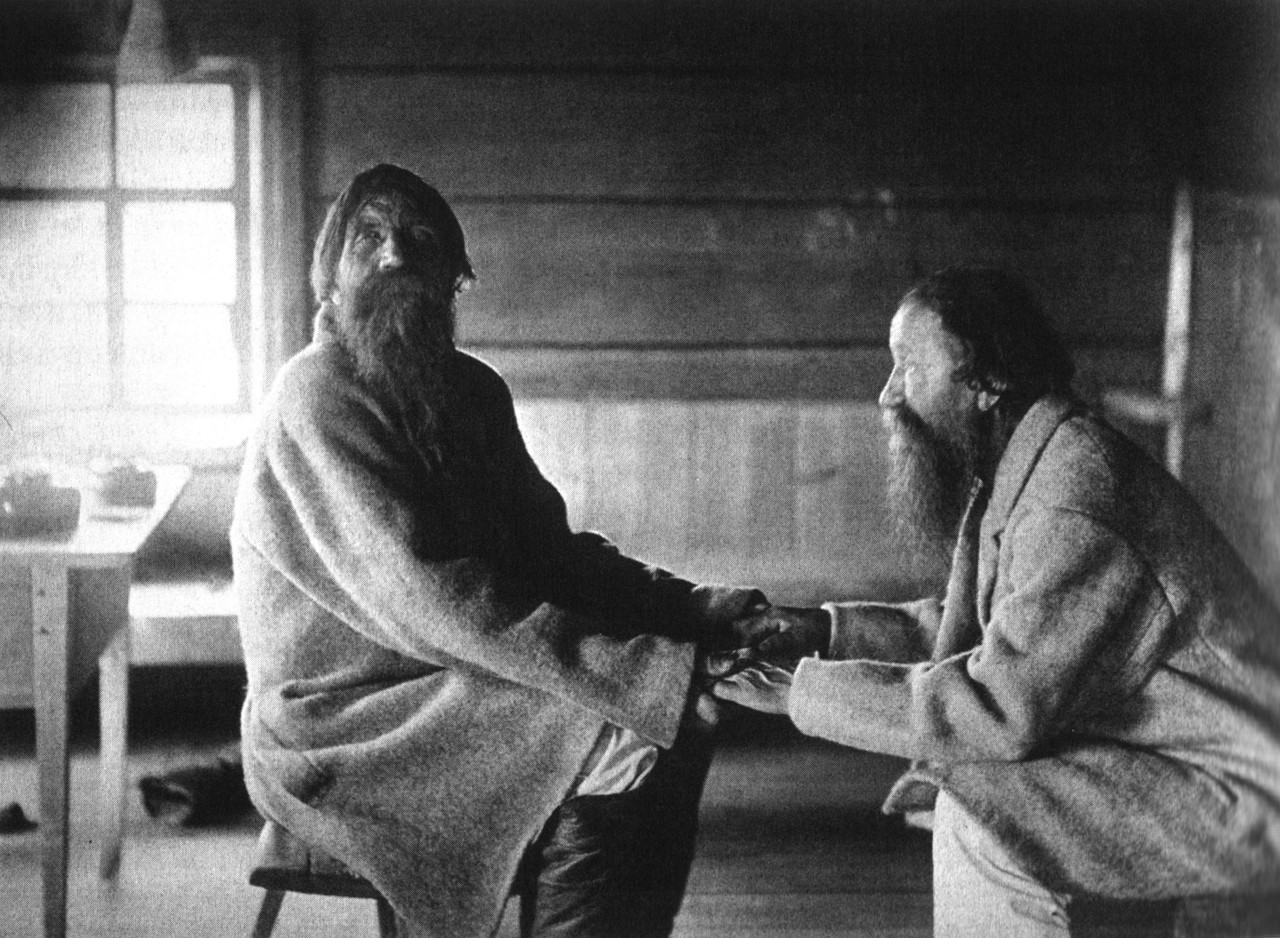
Рунопевцы братья Яманены
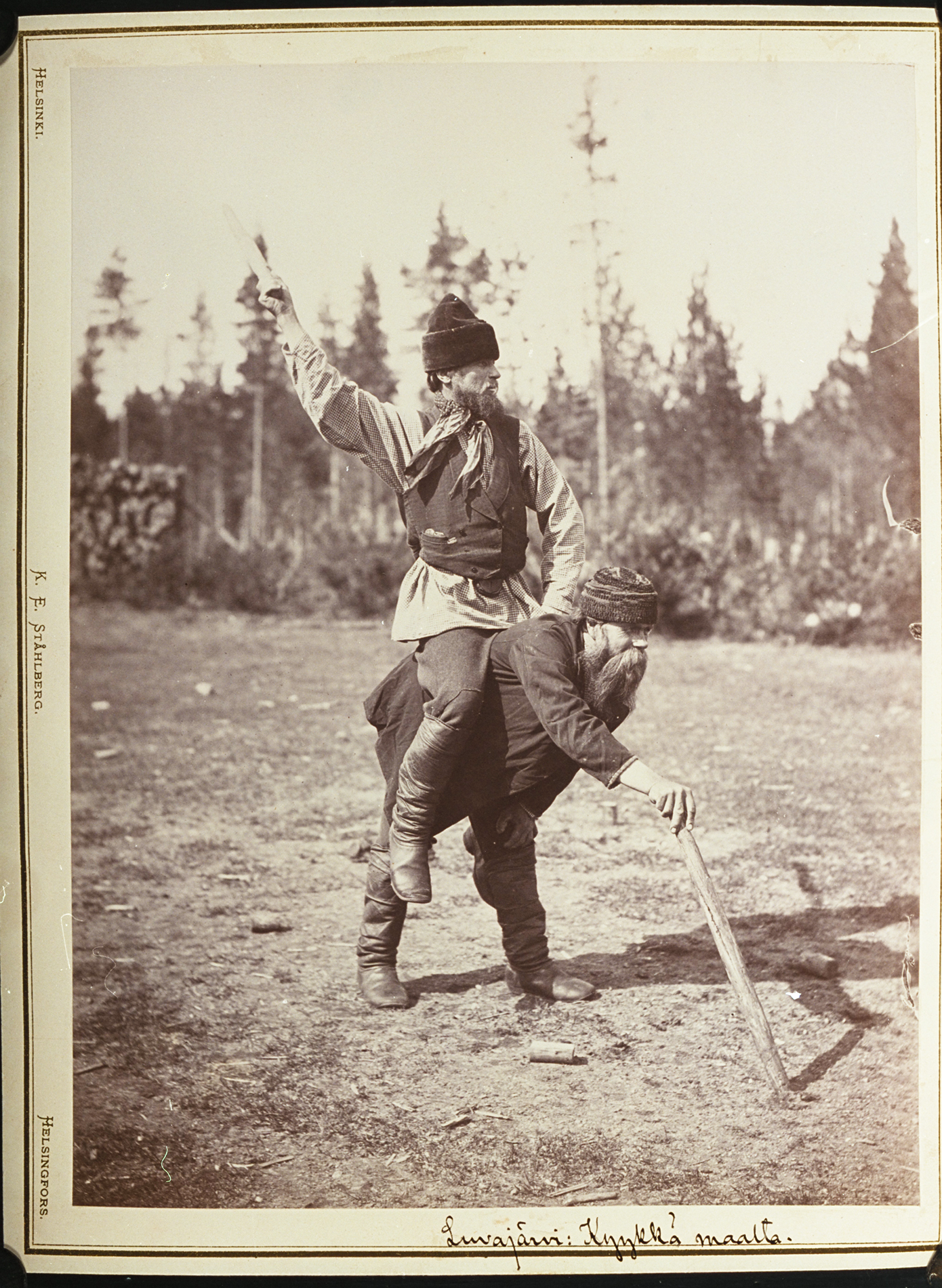
Игра Кююккя